# Transvision
Transvision (dawniej Telkomvision, zapis stylizowany: TransVision) – indonezyjski dostawca telewizji satelitarnej, należący do grupy Trans Media.
Usługa została uruchomiona 7 maja 1997 pod nazwą TelkomVision.
Platforma działa z satelity Measat 3B (91,5°E), w paśmie C i Ku, a sygnał koduje w systemie Irdeto 2.